# SP-527
A SP-527 é uma rodovia transversal do estado de São Paulo, administrada pelo Departamento de Estradas de Rodagem do Estado de São Paulo (DER-SP).

## Denominações
Recebe as seguintes denominações em seu trajeto:
	Nome:		Antônio Faria, Rodovia
- De – até:	 SP-320 (Fernandópolis) – Macedônia
- Legislação:		LEI 6.991 DE 20/12/90

	Nome:		Cândido Brasil Estrela, Rodovia
- De – até:	 Macedônia – Mira Estrela
- Legislação:		LEI 6.991 DE 20/12/90

## Descrição
Faz a ligação entre os municípios de Fernandópolis e Mira Estrela. É pavimentada e possui aproximadamente 33 km de extensão. Tem seu ponto inicial na SP-320, denominada Rodovia Euclides da Cunha, no município de Fernandópolis. Seu término é na cidade de Mira Estrela. Em 2011, recebeu obras de recapeamento.
Principais pontos de passagem: Fernandópolis (SP 320) - Macedônia - Mira Estrela

## Características

### Extensão
- Km Inicial: 0,000
- Km Final: 32,992

### Municípios atendidos
- Fernandópolis
- Pedranópolis
- Macedônia
- Mira Estrela